# Ohanet
Ohanet é uma vila industrial localizada na comuna de In Amenas, no distrito de In Amenas, província de Illizi, Argélia.